# リッチー・ブラックモア
リッチー・ブラックモア（Ritchie Blackmore, 本名：Richard Hugh Blackmore（リチャード・ヒュー・ブラックモア）、1945年4月14日 - ）は、イングランド出身のロック･ギタリストである。アメリカ合衆国在住。身長179cm。
1970年代から80年代にかけて人気と支持を得たギター・ヒーロー。ハード・ロック・バンド「ディープ・パープル」の創設メンバーとして名を馳せ、「レインボー」や「ブラックモアズ・ナイト」を結成して主宰を務めてきた。
ローリング・ストーン誌選出「歴史上最も偉大な100人のギタリスト」において2003年は第55位、2011年の改訂版では第50位。2016年、ディープ・パープル名義でロックの殿堂入り。

## 概要
ブルースロック全盛期の1970年代に、ロック・ギターにクラシック音楽のフレーズを導入。ロックの音楽の幅を大きく押し広げ、1970年代以降のハードロックシーンに計り知れない影響を与えた。
ステージでのストラトキャスターの多用や破壊は、ハードロックやヘヴィメタルのギター・ヒーローのパフォーマンスの象徴として、現在に至るまで受け継がれてきた。

## 少年時代
イングランド西部の保養地、サマセット州ウェストン＝スーパー＝メアで生まれ、ロンドン近郊ミドルセックス州ヘストンで育つ。
1956年、11歳の誕生日に父親から当時の価格で7ポンドのスパニッシュ・ギターをプレゼントされ、クラシック・ギターのレッスンを約1年間受ける。まもなく、当時近所に住んでいたビッグ・ジム・サリヴァンにロックン・ロールのギターを習い始めた。
14歳の時、初めてエレクトリックギターのカール・ヘフナー (Höfner)・クラブ＝50 を手にして、人前で初めての演奏を披露した。エレクトリック・ギターの魅力に取り憑かれた彼は、さらに腕前を向上させていった。

## 下積み時代（1961年 - 1966年）
1960年、15歳の時に学校を去ってロンドンのヒースロー空港で技師として働き始め、金を得て初のプロ・ユース・エレクトリックギター、ギブソンES335を手に入れた。1961年、ジャズ・ギターの練習やバンド活動にいそしみ、スキッフル・バンドのザ・ドミネイションズやザ・サフォナイツ、ザ・デトネイターズ、マイク・ディーン・アンド・ザ・ジェイウォーカーズ（Mike Dee & The Jaywalkers）といったローカル・バンドで活動した。
1961年以降、そういった活動に見切りをつけ、ドイツのハンブルクに渡った時、スター・クラブでスクリーミング・ロード・サッチと出会い、セッションを行った。さらに後日、ブラックモアを気に入ったサッチは、彼を自分が率いるスクリーミング・ロード・サッチ・アンド・ザ・サヴェイジス（Screaming Lord Sutch & The Savages）に迎えた。サッチは音楽的な実力よりもショーマンとしての能力に秀でたミュージシャンで、実力はあっても地味な印象しかなかったブラックモアにメイクをさせ、ステージで大きなアクションをするように要求した。ザ・サヴェイジスに在籍した2年間、サッチとの活動に加えて、ヒット曲「テルスター」を発表したトルネイドース（The Tornadors）のレコーディング・セッションなどもこなし、次第に実績を蓄えていく。
1963年からはRGMスタジオのセッション・ミュージシャンとなり、無名時代のトム・ジョーンズやトルネイドースの「テルスター」を手掛けた売れっ子プロデューサーのジョー・ミーク (Joe Meek) の下で多くのセッション活動をこなした。同年、トルネイドーズのベーシストだった歌手ハインツ・バート (Heinz) の伴奏を務めている。6月には再度ハンブルクに行き、ミークの関連でジ・アウトローズ（The Outlaws) に加入した。アウトローズは自分達のレコードを出す本業の傍ら、ハインツやジェリー・リー・ルイスやジーン・ヴィンセントの伴奏も手がけたが、ブラックモアは1964年5月に脱退。ハインツの要請で、彼のハインツ・アンド・ザ・ワイルド・ボーイズ（Heinz & The Wild Boys）にリーダーとして加入したが、音楽的な限界を感じて翌1965年1月に脱退し、2月にスクリーミング・ロード・サッチ・アンド・ザ・サヴェイジスに再加入。ジェフ・ベックやジミー・ペイジと短期間セッションを行ったのもこの頃である。1965年3月にソロ・シングル'Getaway'/'Little Brown Jug'を発表。
1966年、二人の友人とハンブルクに再々渡航し、スリー・マスケティアーズ（Three Musketeers）を結成するが、すぐに解散。11月にスクリーミング・ロード・サッチ・アンド・ザ・サヴェイジスに再々加入して1967年5月まで在籍。さらにマンドレイク・ルート（Mandrake Root）を結成するが、資金面の困難さからすぐに消滅。低迷した時期だったが、この頃クリス・カーティス (Chris Curtis) やイアン・ペイスと知り合った。

## ディープ・パープル時代（1967年 - 1975年、1984年 - 1993年）

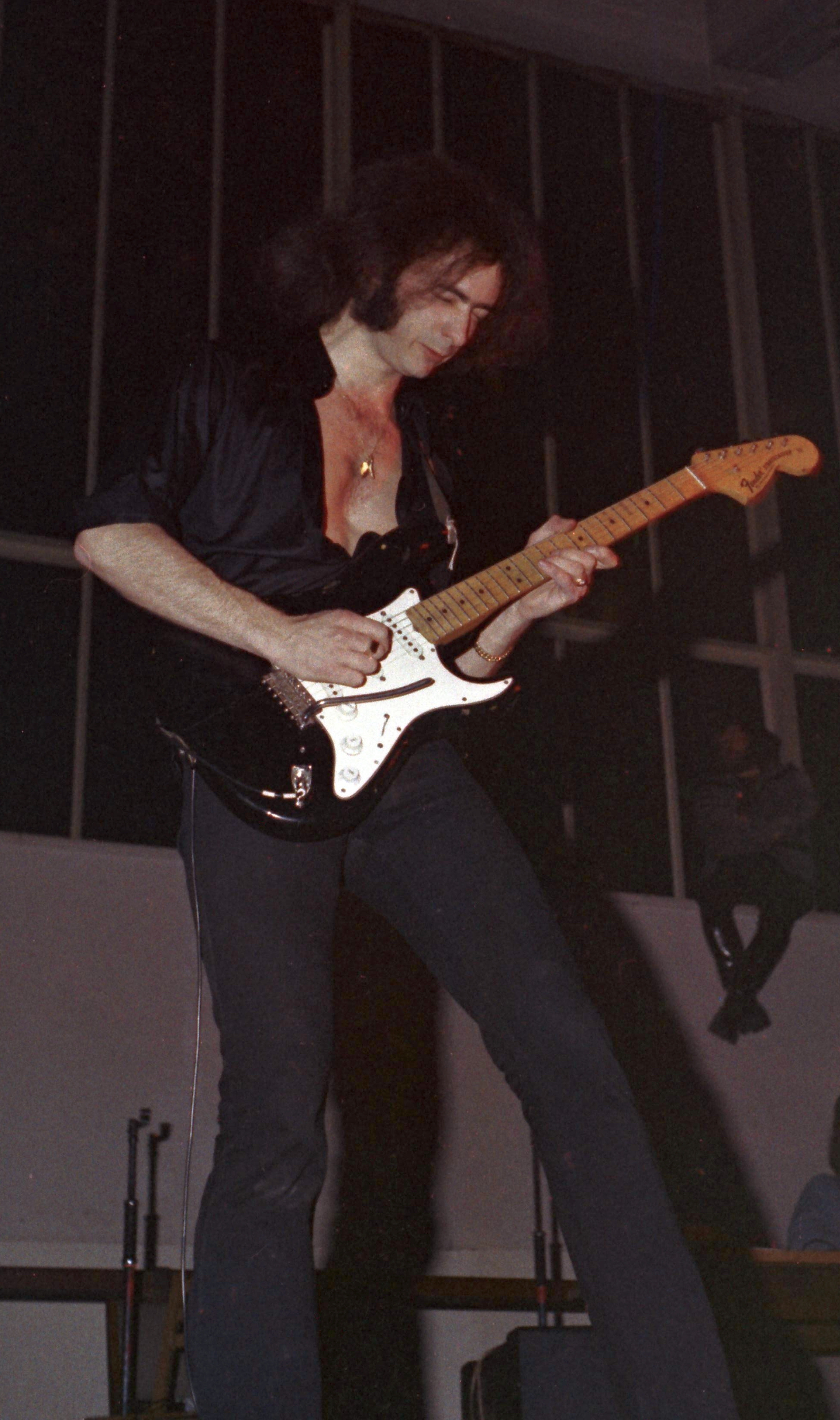
ディープ･パープル時代 (1971年)

1967年、当時サーチャーズでドラムとヴォーカルを担当していたクリス・カーティス (Chris Curtis) が新しいバンド「ラウンドアバウト」のメンバーを探し始めた。同年12月にカーティスが最初にメンバーにしたのはフラワー・ポットメン (The Flower Pot Men) のバック・バンドのメンバーだったジョン・ロード（キーボード）で、次がブラックモアだった。さらにカーティスはボビー・クラーク（ドラム）を加えたが、ほどなく失踪。ラウンドアバウトのメンバー探しは中断し、ブラックモアはクリスマスに再びハンブルクに渡った。翌1968年、ロードとブラックモアはメンバー探しを再開して、ニック・シンパー（ベース)、ロッド・エヴァンス（ヴォーカル）を迎えた、さらにエヴァンスが在籍していたバンドのメンバーでオーディションに偶然一緒に来てブラックモアと再会したペイスを、クラークに代えて迎えた。こうしてメンバー5人が揃った時点でバンド名を「ディープ・パープル」に改め、アメリカの新興レコード会社、テトラグラマトン・レコード (Tetragrammaton Records) よりデビューを飾る）。
第1期の代表曲には「ハッシュ」、ハードロック・バンドとなった第2期以降の代表曲には「ハイウェイ・スター」、「スモーク・オン・ザ・ウォーター」、「ブラック・ナイト」、「紫の炎」、「スピード・キング」など多数がある。彼は商業的に最も成功した第2期以後の楽曲の多くを中心となって作ったとされている。
第2期の1971年4月、ロンドンのCountry Clubでサッチのライブ活動に参加。1972年にサッチがロード・サッチ・アンド・ヘヴィフレンズ名義で発表したライブ・アルバム『ハンズ・オブ・ジャック・ザ・リッパー』に参加。
第2期末期の1973年頃に、ブラックモアはペイスを誘ってディープ･パープルを脱退し、シン･リジィのフィル・ライノットとベイビー・フェイスなるニュー･トリオの結成を画策していたことがあった。しかしペイスには断られた上に残留を強く促され、ライノットからも断られて計画は流れてしまった。彼は結局第3期まで在籍して1975年4月に脱退。在籍末期に水面下で始めたソロ活動を発展させるために、リッチー・ブラックモアズ・レインボーを結成した。
1984年、第2期メンバーによるディープ・パープルの再結成を主導。しかし他のメンバーとの音楽的相違などから1993年に再度脱退。契約レーベル側には、ソロ形態のアルバムを出す条件で脱退を認めさせ、結果リッチー・ブラックモアズ・レインボーの活動再開に向かった（後述）。

## レインボー時代（1975年 - 1984年、1995年 - 1997年）

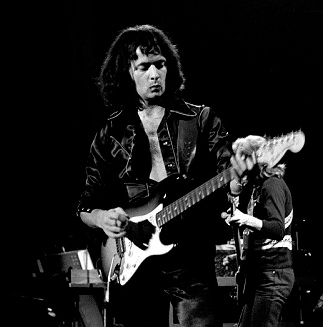
レインボー時代（1977年）

1975年、ロニー・ジェイムス・ディオ（ボーカル）を起用してソロ作品を制作する過程でディープ・パープルを脱退。ディオが在籍していた「エルフ」を母体にして「リッチー・ブラックモアズ・レインボー」を結成した。合意形成型のディープ・パープルと違い、あくまで彼のソロ活動の延長線上にあるワン・マン・バンドであった。
当初はディープ・パープルの路線を踏襲しつつも、ブルースロックと中世的な音楽の両方を取り入れたハードロックを目指していた。ディオ以外のメンバーを一新してコージー・パウエル（ドラム）らを迎え、セカンド・アルバム『虹を翔る覇者』を発表。「レインボー」として黄金時代を迎えた。その後もアルバム毎にメンバー交代が行われ、次第にアメリカ市場を意識したポップセンスのある曲調が多くなっていった。
1984年、ブラックモアがディープ・パープルの再結成に合流するため活動を停止。
ディープ・パープル再度脱退後の1995年、新規に編成したメンバーでリッチー・ブラックモアズ・レインボーを再興。アルバム『孤高のストレンジャー』を発表後、来日公演を含むツアーを行うが1997年に再び自然消滅的な状態で活動を停止する。
その後、ディオやパウエルを含んだクラシック・メンバーによる再結成の話が持ち上がったが、実現に至らないまま、彼等の死去により幻に終わった。

## ブラックモアズ・ナイト期（1997年 - 現在）

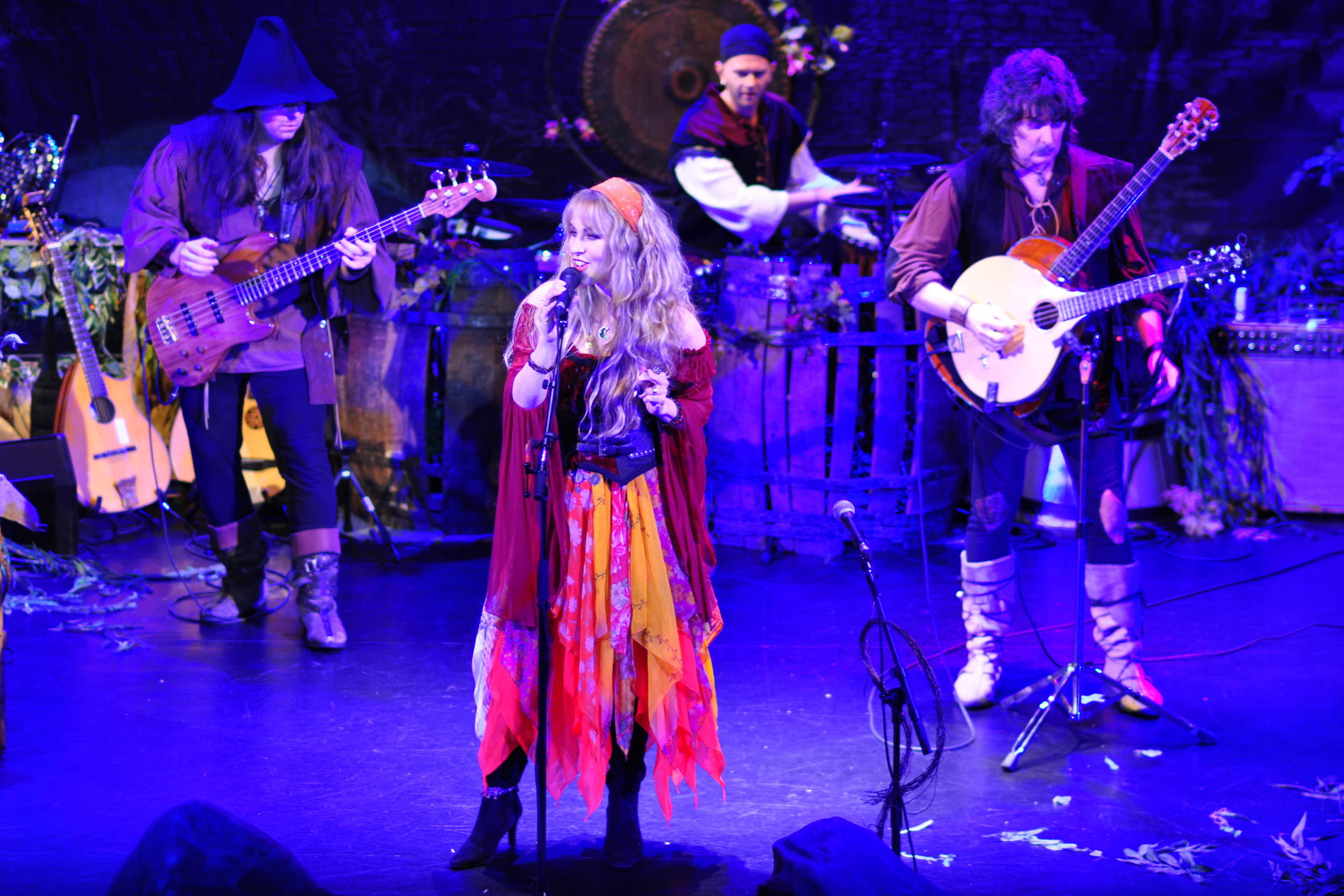
ブラックモアズ・ナイト - N.Y.公演（2012年）

1997年、婚約者のキャンディス・ナイト（ボーカル）とブラックモアズ・ナイトを結成。 イギリス中世の音楽を現代風にアレンジした音楽を演奏。　
ロシア、ドイツ、チェコでは、アルバムの幾つかがゴールドディスクに認定された。アメリカやイギリスでは殆どヒットしていないがニューエイジ賞やニューエイジ部門ベストヴォーカリスト賞などを獲得した。日本ではファースト・アルバムが10万枚近く売れたが、その後のアルバム販売枚数は発表毎で減少傾向にある。2020年時点で、アルバムの発表数はライブ盤を含めると二桁に達している。
アルバム『ダンサー・アンド・ザ・ムーン』（2013年）に、前年の2012年に病没したロードを追悼したインストゥルメンタルの単独作'Carry On... Jon'を収録した。
ナイトは現夫人。ブラックモアには4人目の結婚相手にあたる（#結婚歴参照）。

## 2010年代以降（2010年 - 現在）
2015年7月、音楽媒体のインタビューで「来年の6月にRock（HR/HM）の欧州公演を企画している。それはレインボーとディープ・パープルになる」と明かした。70歳になったので体が動けるうちにという考慮と、ノスタルジアな気持ちになったのが大きな理由だと述べている。公式Facebookページで、リッチー・ブラックモアズ・レインボー（Ritchie Blackmore's Rainbow）名義のツアーのポスター画像が公開された。その後ツアー・メンバーが発表され、ドイツで2公演（モンスターズ・オブ・ロック）、イングランドで1公演が決定した。
2016年2月、ディープ・パープル名義でロックの殿堂入りが決定。しかし同じ受賞者であるディープ・パープルの現メンバーが共演を拒否したので授賞式を欠席。「実際、殿堂入りには全く興味ない」と語っていた。
同年6月、レインボー名義で当初の予定通り全3回の公演を実施。ブラックモアは「反応次第では、まだ継続する可能性がある」と含みを残した。そして翌2017年からも年数回の公演を開催している。

## 音楽性
それまでペンタトニック・スケール一辺倒だったロック・ギターに、クロマチック・スケールやハーモニック・マイナー、さらにクラシックの曲を大胆に取り入れ、音楽表現の拡大に寄与した。ディープ・パープルやレインボーに在籍したハードロック時代にも、ライヴの即興演奏でバッハのガヴォットやイングランド民謡であるグリーンスリーヴスを披露した。
プロになった頃から第1期ディープ・パープルまではビッグ・ジム・サリヴァンの影響が色濃く残っていたが、ブルース・ブレイカーズ在籍時からクリーム在籍時のエリック・クラプトンに影響を受け、ブルースロック的なテクニック、ベンディングや大きなヴィブラートを自らのプレイに取り入れた。こうして第2期ディープ・パープルのアルバム『ディープ・パープル・イン・ロック』以降のスタイルを確立した。

## ジミ・ヘンドリックスからの影響

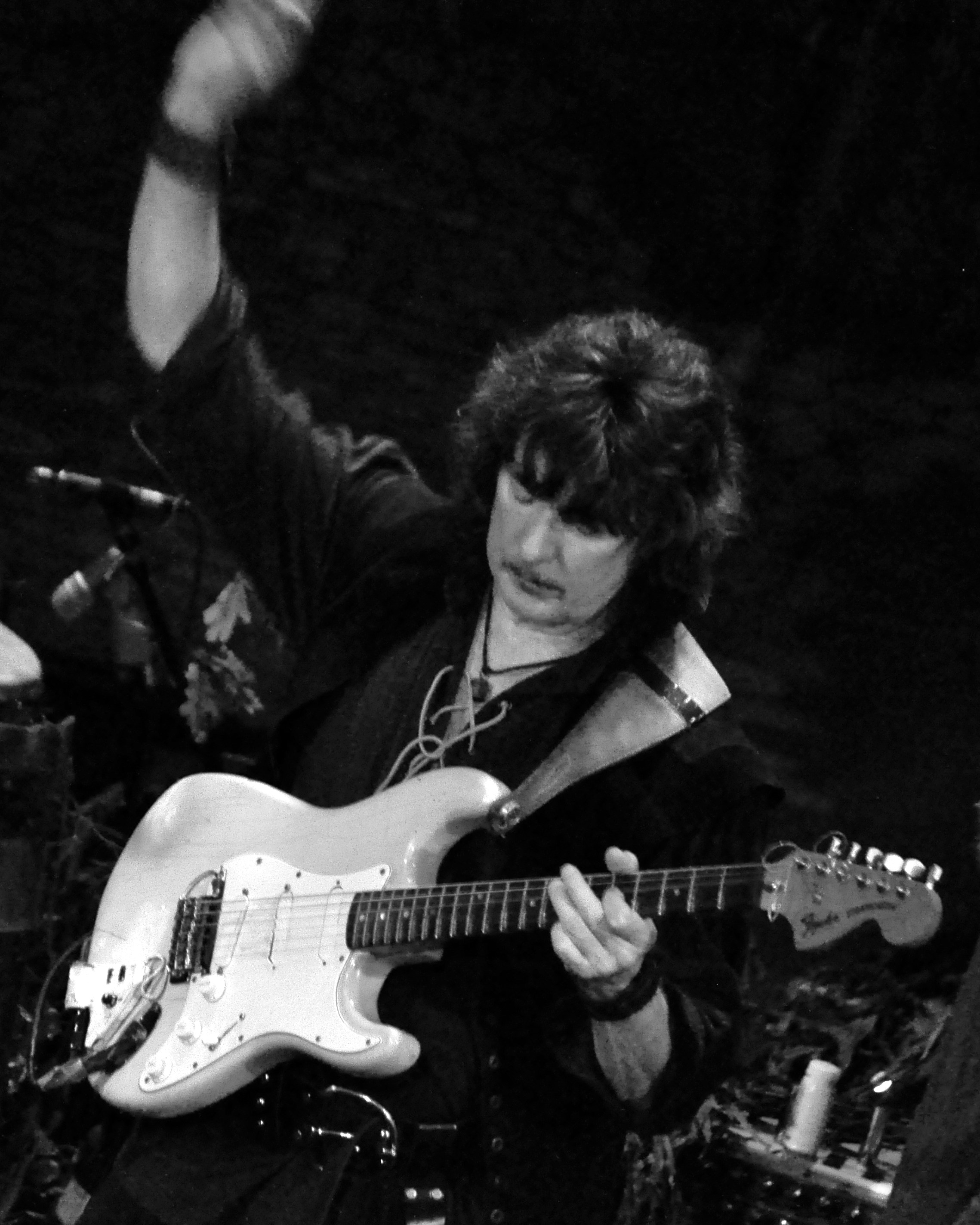
（2012年）

ブラックモアはジミ・ヘンドリックスの影響を強く受けていることを公言しており、ブラックモアズ・ナイトではヘンドリックスを偲ぶ楽曲も発表している。
ディープ・パープルはデビュー・アルバムで、ヘンドリックスがカバーした「ヘイ・ジョー」（Hey Joe）をカバーした。 また『ディープ・パープル・イン・ロック』の「スピード・キング」は、彼の「ファイア」をヒントにした。
ブラックモアは1969年製ブラックストラトキャスターを入手して1972年中期までトレードマークとして使用したほか、テレキャスターネックを装着したホワイト・ストラトキャスターを演奏したり、時折ステージで左利き用ストラトキャスターを使用したりするなど、ヘンドリックスへの強い傾倒振りを示していた。ギターの破壊などのパフォーマンスもヘンドリックスからの影響だと見る論評も多い。
ディープ・パープルが1968年10月に初のアメリカ・ツアーでクリームの解散コンサートの前座を務めた際、コンサートを見にきたヘンドリックスからパーティに招待されている。メンバーのニック・シンパー（ベース）は、ヘンドリックスに「TVで見たけど君のバンドにいる黒装束のギタリストは凄いな」と言われたという。
レインボーのアルバム『闇からの一撃』（1982年）の原題"Straight between the Eyes"は、ジェフ・ベックがブラックモアに語った「ジミの演奏は視覚へストレートに飛び込んでくる」という言葉に由来する。

## 使用機材

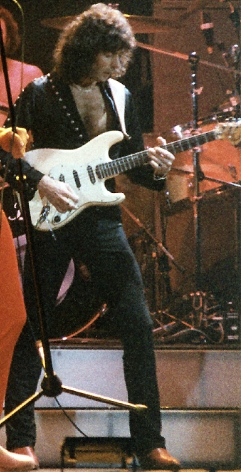
愛用のフェンダー・ストラトキャスター（1985年）

ハード・ロック演奏時の使用楽器はラージヘッド仕様のフェンダー・ストラトキャスターが有名。ストラトキャスターには指板をえぐる（スキャロップド・フィンガーボード）、トレモロアームを交換する、ピックアップのワイアリングを換えるなどの改造が施されていた。
ディープ・パープル初期は、ハンブルグ下積み時代から愛用していた1961年製ギブソン・ES-335をメインに1968年製ギブソン・SG(使用遍歴は不明)、年式不明だがビグスビーB5トレモロ・ユニットを装着したフェンダー・テレキャスター、ローディを通じてエリック･クラプトンから譲り受けたテレキャスターのネックが移植されたサンバースト･フィニッシュのストラトキャスターを使っていた。第2期になってハード・ロック色を明確に打ち出されてからは、全面的にストラトキャスターを使用している。凄まじいアーミングを披露していた第2期ディープ・パープル～レインボー時代と比べ、ディープ・パープル再結成以降、アームはほとんど使用しなくなり、近年はアーム自体外している。1995年のYOUNG GUITAR誌のインタビューでは「あの頃（活動初期）はアームを使うプレーヤーがあまり居なかったが、現在は多く用いられるようになったので止めた」と発言している。
1970年代後半、ヤマハがSCモデルを元にした、特別仕様の個体を製作、プレゼントする(図面も出来上がっていたという)予定だったが、ブラックモアが固辞したため幻となってしまったことがある。
エフェクターは1970年頃、イギリス製ホーンビー・スキューズ（Hornby Skewes) のトレブル・ブースターを入手して第2期末期まで使用。他にダラス・アービターのファズフェイスを1969年から1971年頃まで使用していた。1973年頃からアイワのオープンリール・テープデッキTP-1011を、改造しエコーマシンとして、1977年からモーグのベースペダル・タウラス・ペダル・シンセサイザー（TAURUS Ⅰ）を使用している。アンプはマーシャルの200Wアンプマーシャル・メジャー1967を好んで使用していたが、レインボー再結成以降ではENGL社のハイゲインアンプが気に入り、現在までシグネイチュア・モデル・アンプヘッドからコンボ・アンプといった具合に多く用いている。ピックは鼈甲製の「ホームベース型」と呼ばれる物を長年愛用している。
ブラックモアズ・ナイトでは、アコースティック・ギターを中心に演奏している。

## 結婚歴
1964年3月18日、ジ・アウトローズに在籍中、ドイツのハンブルクでマーギット（Margit）と結婚。同年にユルゲン・リヒャルト・ブラックモア誕生。ユルゲンは一時期アイアン・エンジェル (Iron Angel) のギタリストを務め、現在、元レインボーのジョー・リン・ターナーらと結成した「オーヴァー・ザ・レインボー」(Over the Rainbow)で活動している。ブラックモアとマーギットは1969年に離婚。
2度目の結婚は1969年9月で、相手は前妻と同じくドイツ人のバブス・ハーディー (Bärbel Haerdie、本名はバーベル)。
3度目の結婚は1981年5月で、相手はエイミー・ロスマン。

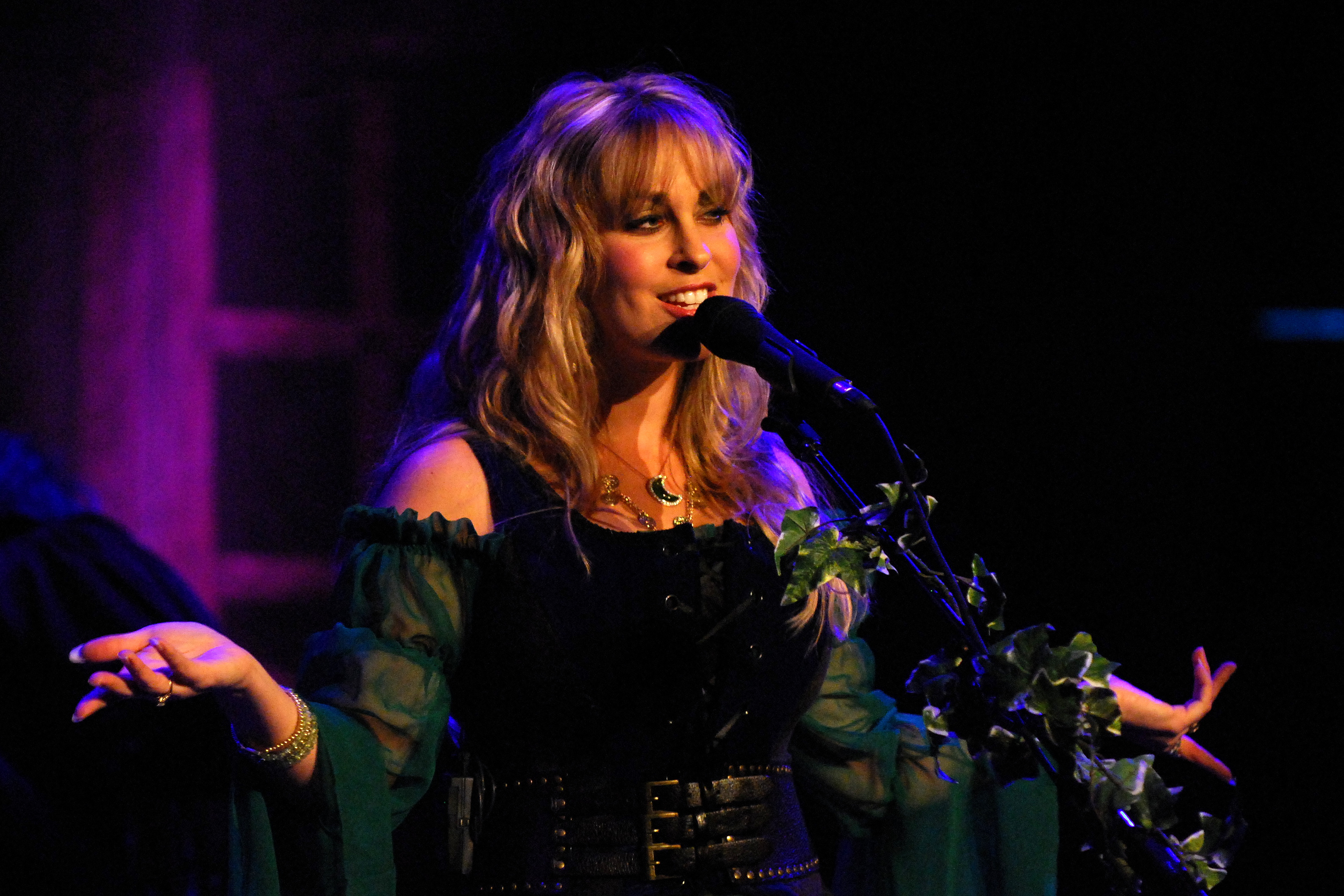
妻キャンディス・ナイト（2009年）

ブラックモアズ・ナイトで共に活動しているキャンディス・ナイトとは1989年から付き合い始め、1991年から同棲、1994年に婚約し、2008年10月5日、キャッスル・オン・ザ・ハドソンで結婚した。26歳年下の彼女との間に、2010年に娘オータム・エスメラルダ・ブラックモア誕生。さらに2歳下の息子ローリー・ブラックモアも授かった。

## ディスコグラフィ

### ソロ作品
コンピレーション（1960年代のセッション編集盤）
- Ritchie Blackmore – Rock Profile Vol. 1 （1989年）[43]
- Ritchie Blackmore – Rock Profile Vol. 2 （1991年）[44]
- Ritchie Blackmore – Take It! Sessions 63/68 （1994年）[45]
- Ritchie Blackmore – Anthology Vol.1 （1998年）[46]
- Ritchie Blackmore – Anthology Vol.2 （1998年）[47]
- Ritchie Blackmore – Getaway – Groups & Sessions （2005年）[48]

### ディープ・パープル
スタジオアルバム
- 『ハッシュ』 - Shades of Deep Purple （1968年）
- 『詩人タリエシンの世界』 - The Book of Taliesyn （1968年）
- 『ディープ・パープル III』 - Deep Purple - （1969年）
- 『ディープ・パープル・イン・ロック』 - Deep Purple in Rock （1970年）
- 『ファイアボール』 - Fireball（1971年）
- 『マシン・ヘッド』 - Machine Head （1972年）
- 『紫の肖像』 - Who Do We Think We Are （1973年）
- 『紫の炎』 - Burn （1974年）
- 『嵐の使者』 - Stormbringer （1974年）
- 『パーフェクト・ストレンジャーズ』 - Perfect Strangers （1984年）
- 『ハウス・オブ・ブルー・ライト』 - The House of Blue Light （1987年）
- 『スレイヴス・アンド・マスターズ』 - Slaves and Masters （1990年）
- 『紫の聖戦』 - The Battle Rages On （1993年）

ライブアルバム
- 『ロイヤル・フィルハーモニック・オーケストラ』 - Concerto for Group and Orchestra （1969年）
- 『ライヴ・イン・ジャパン』 - Made in Japan （1972年）
- 『イン・コンサート』 - Deep Purple in Concert （1980年）
- 『カリフォルニア・ジャム 1974』 - California Jam 1974 （1974年）
- 『ブラック・ナイト＝ 24カラット』 - 24 Carat Purple （1975年）
- 『ライヴ・イン・ロンドン』 - Live in London （1982年）
- 『メイド・イン・ヨーロッパ』 - Made in Europe （1976年）
- 『紫の神技〜ライブ・イン・カリフォルニア・ロング・ビーチ・アリーナ1976』 - King Biscuit Flower Hour Presents: Deep Purple in Concert （1995年）
- 『パワー・ハウス』 - Powerhouse （1977年）
- 『ネブワース'85』 - In the Absence of Pink: Knebwoth '85 （1991年）
- 『ノーバディーズ・パーフェクト』 - Nobody's Perfect （1988年）
- 『ライヴ・紫の閃光』 - Come Hell or High Water （1994年）

コンピレーション
- 『パープル・ロール』 - When We Rock, We Rock, and When We Roll, We Roll （1978年）
- 『ディーペスト・パープル』 - Deepest Purple: The Very Best of Deep Purple （1980年）

### その他
- Lord Sutch And Heavy Friends – Hands Of Jack The Ripper（1972年）[49]
- Neil Christian & The Crusaders – Featuring Jimmy Page, Ritchie Blackmore And Nicky Hopkins（1993年）[50]